# 「撐警隊、護法治、保安寧」民間聲援集會
「撐警隊、護法治、保安寧」民間聲援集會，簡稱撐警集會，是2019年香港逃犯條例修訂爭議所衍生出的一次集會，由香港立法會建制派議員何君堯和香港政研會發起，在2019年6月30日香港金鐘添馬公園舉行，以支持警察於連場「反送中」運動期間執法。
期間有支持警察的集會人士對其他市民和記者作出語言暴力及人身攻擊等不文明行為的事件，其中一名15歲女生被支持警察的人士毆打，導致血流不止，腦脊液從鼻流出，施暴者後來被在現場的警察放走，警方的舉動被質疑是包庇施暴者；此外，被襲擊的記者來自《立場新聞》、《香港01》、香港電台和《大公報》等媒體，對於有關人士的行為，香港攝影記者協會及香港記者協會發出聯合聲明，嚴厲譴責有關行為危害記者安全，踐踏新聞行業的專業。

## 背景
2019年，香港發生逃犯條例修訂草案風波，先後引發6月9日過百萬人及2019年6月16日200萬人的遊行示威和其他遊行集會，亦引起國際關注。其中在6月12日的反對逃犯條例修訂草案佔領行動中，示威者与警方发生激烈冲突，示威者进行了一轮冲击后，警方向示威者先后發射約150枚催淚彈和20發布袋鉛彈、數發橡膠子彈，逾80人受傷，多人頭部中槍，2人傷勢嚴重。其中一名香港電台外派司機懷疑因被催淚彈擊中頭部受傷。6月21日，抗議者發起多元抗議行動，希望透過圍堵包括警察總部在內的香港政府主要建築物，配合在外圍道路集會，以阻止政府部門運作及逼使政府回應「釋放被捕示威者」等訴求。
6月21日，國際特赦組織確認香港警隊在6月12日大體和平的示威中，使用不必要及過份武力，違反國際人權法。
6月19日，建制派香港立法會議員何君堯宣佈在6月30日舉辦支持警察的集會，他認為6月12日的衝突中警察感到生命受威脅，做法恰當。6月30日，何君堯在添馬公園舉辦名為「撐警隊，護法治，保安寧」集會的支持警察的集會，主題為「為警隊打氣、為香港打氣」。

## 集會參加者
「撐警隊，護法治，保安寧」集會由建制派香港立法會議員何君堯和一些團體主辦，也有一些退休高級警務人員、歌唱家和老牌歌星和影星輪番上台發言支持警察，如「溫拿樂隊」成員譚詠麟及鍾鎮濤、前警務處副處長影星任達華胞兄任達榮、歌唱家莫華倫以及影星梁家輝、陳欣健和歌手劉美君。參加集會的群眾不少是中老年人，部分人的粵語帶有口音。此外，黑社會組織新義安疑似有多名人士身穿白衣前往集會現場支持警察。
集會組織者宣稱集會人數為16.5萬人，警方則稱於高峰期有5.3萬人出席。民建聯何俊賢認為，若以“民陣方法”點算，撐警集會應有120萬人參加。

## 爭議及衝突

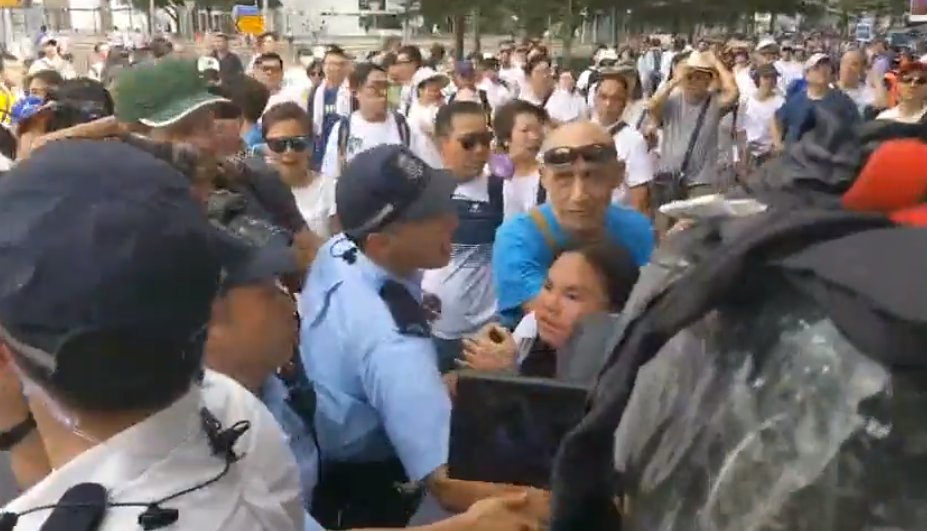
3時15分開始，有撐警市民試圖衝入立法會示威區，與反送中示威者爆發衝突

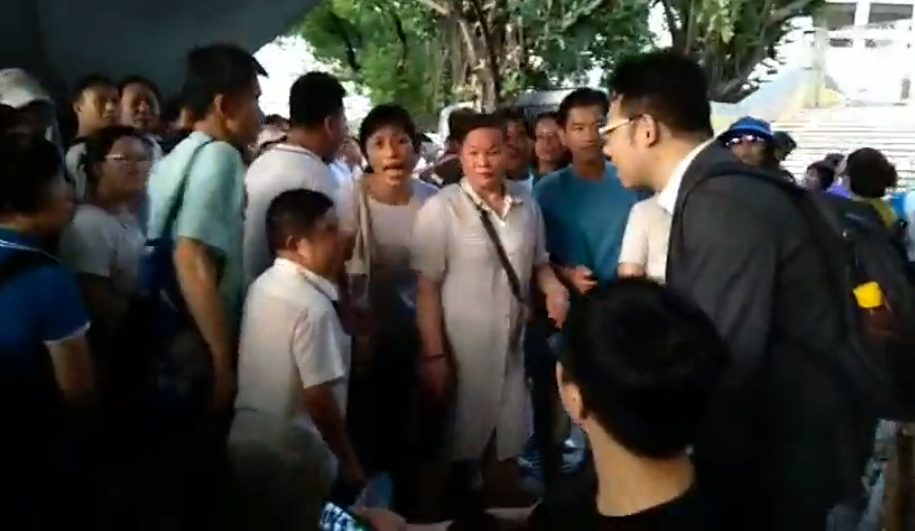
集會後，有穿黑衣市民被撐警示威者責罵

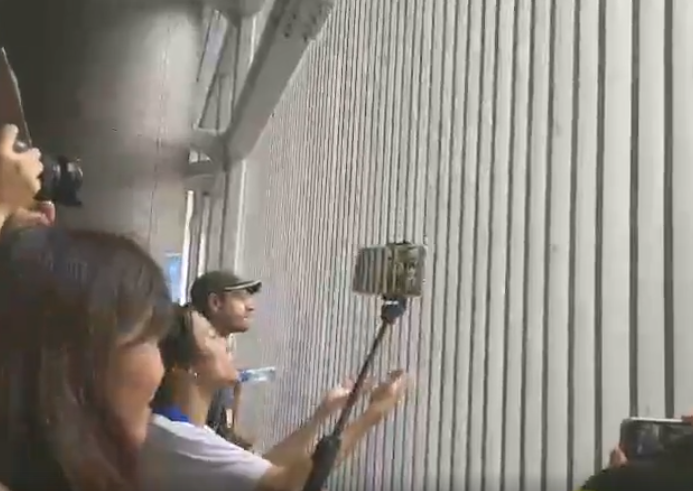
撐警示威者不斷滋擾在立法會示威區進行採訪的記者

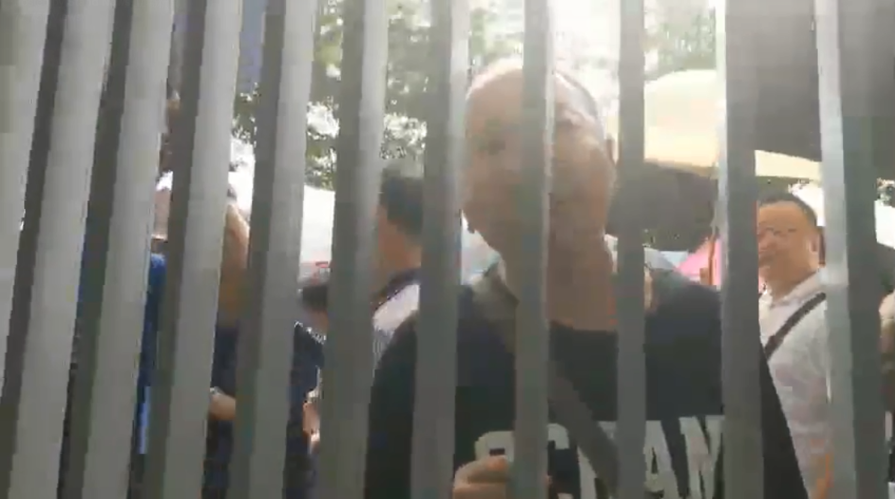
《立場新聞》女記者被撐警示威者辱罵「人渣」、「做雞」

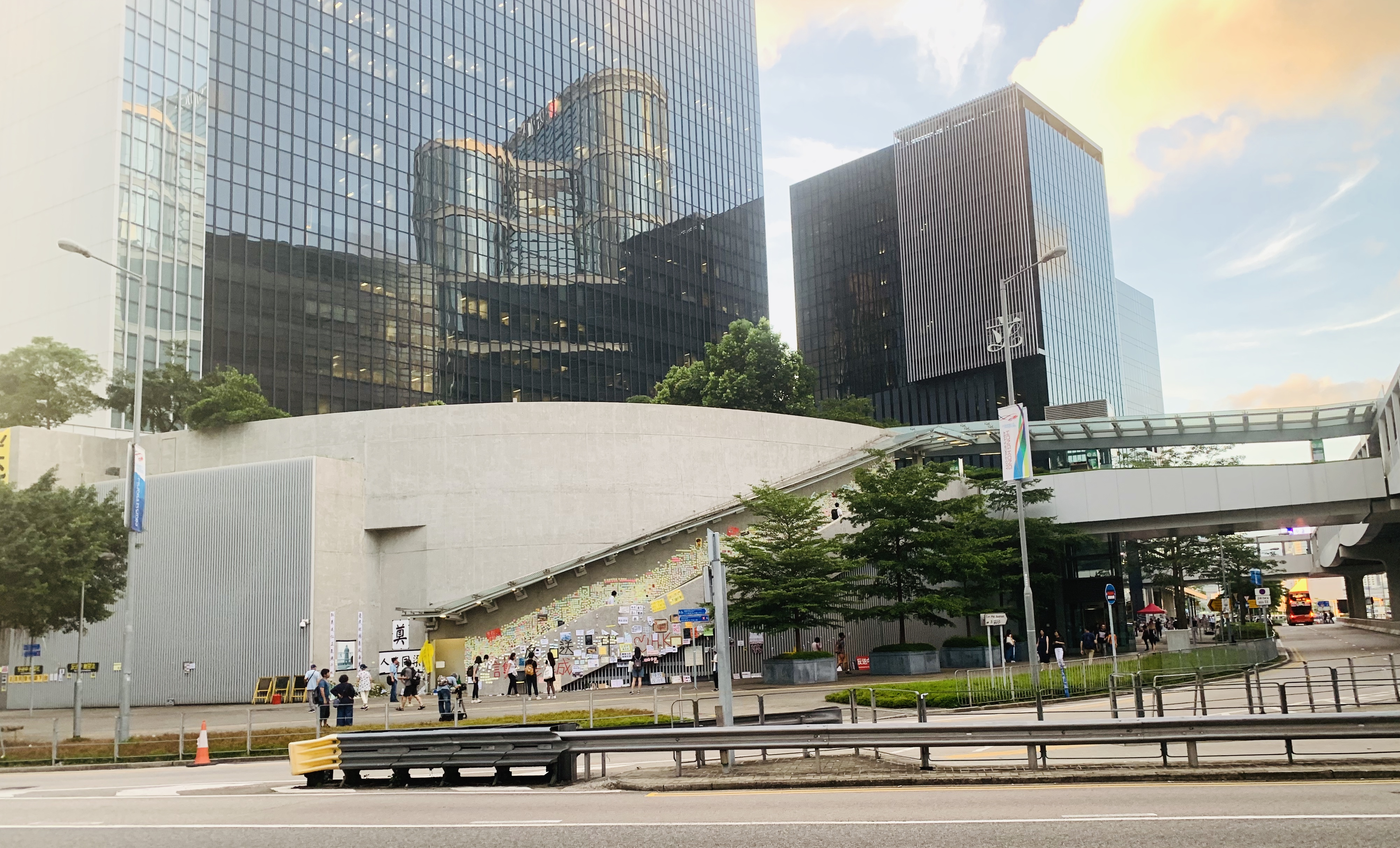
2019年反送中抗議期間政府總部旁的連儂牆。

在集會期間，有集會人士撕去政府總部旁的連儂牆的字條，以及早前死亡的反修例人士梁凌杰和盧曉欣的憑弔區。亦有支持警察的集會人士對其他市民和記者作出語言暴力及人身攻擊等不文明行為的事件，當中被襲擊有《立場新聞》、《香港01》、香港電台和《大公報》等媒體的記者。對於有關人士的行為，香港攝影記者協會及香港記者協會發出聯合聲明，嚴厲譴責有關行為危害記者安全，踐踏新聞行業的專業。有受襲記者認為相較於示威者，「支持警察合法執法」的集會人士更為危險。

### 辱罵和攻擊市民
「撐警集會」期間，有集會人士將政府總部旁連儂牆上寫上市民反修例心聲的紙條撕走，並將之散滿一地，有市民將紙條重新拾起及貼上牆。有人突然情緒激動，相繼撕走牆上紙條、丟在地上，又高聲指罵反修例示威者。警方為免雙方再起衝突，故封起連儂牆出口，有大批支持警察的集會人士仍然停留在連儂牆下，並指罵在場留守的反修例示威者。此外，在金鐘墮樓不治的反修例人士梁凌杰的憑弔區，以及6月29日墮樓身亡的反修例香港教育大學學生盧曉欣的憑弔區亦遭到支持警察的人士破壞。
支持警方的人士和反修例示威者多次在添美道上起衝突，警方護送反修例示威者離開時，有一名藍衣男子突然揮拳打向示威者（藍色和白色是主辦方建議集會參與者穿著的顏色），其他支持警方的人士對此群起歡呼及鼓掌。後來有年輕人途經該處時，亦被支持警察的人士追著不斷指罵，情緒十分激動，其後年輕人舉手示意警方幫忙後被護送離開。一名身穿深藍色上衣的陳姓女士向《香港01》表示，她發現有穿黑衣及戴口罩的市民（黑衣是反修例示威者的常用顏色）被身穿藍色及白色上衣、疑是參加支持警察集會的市民包圍及指罵，故上前了解，並希望對方能夠表現文明，但亦一同被罵。陳姓女士批評集會人士「分色分派，做不理性行為」，表示當時沒有對任何事情作出評論，但支持警察的人士突然對他們作出肢體碰撞，并質疑為何有人要作出威嚇他人人身安全的事。而《立場新聞》女記者被撐警示威者辱罵「人渣」、「做雞」等，並被人潑泥濘。

### 15歲女生被撐警人士毆打
一名身穿黑色上衣和黑褲15歲女生和友人在金鐘「連儂牆」悼念墮樓身亡的盧曉欣後，在沒有做出任何挑釁行為下於海富中心附近被約30參加「撐警集會」的人士包圍，他們罵該名女生戴口罩是「作賊心虛」，是「暴徒」，儘管該女生解釋自己是因為生病才戴口罩，但集會人士並不理會，將二人的口罩扯破後拍攝他們的相貌，後來有10名市民組成人鏈保護該女生，然而十多名施暴者繼續動武，一邊打一邊歡呼：「打得好，呢啲𡃁仔要打死佢哋，幫阿 Sir 做嘢！（打得好，就是要打死這些小鬼，幫警察做事！）」後來有一名皮膚黝黑、身穿白衣、年約 40到50歲的中年男子撲上前，一拳打斷了女生的鼻骨，導致她血流不止，腦脊液亦從鼻流出。

### 警察疑似包庇施暴者
在附近當值的兩名警員在女生被打斷鼻骨後隔開兩群人，女生的友人表示自己肯定聽到有警察說了一句「阿叔你走啦」，讓打斷女生鼻骨的中年男子離開，友人質疑警方處理偏頗，質問警方為何不立刻拘捕施襲者，警方回應「我好忙㗎，我好多嘢做緊㗎，唔係可以即刻處理到。你一係就報警，一係就去醫院驗傷（我很忙的啦，我有很多活要幹，不能馬上處理。你要不報警，要不去醫院驗傷）」後隨即離去。受害女生和友人後來表示對警方的處理手法感到十分失望，但由於當時感到十分驚慌，又擔心讓家人得知事件，所以未有即時報警及到醫院求醫。
女生後來在母親陪同下到天水圍警署報案，警方指找到施暴者的機會渺茫，即使海富中心可以提供閉路電視片段作為證供，亦未必能在混亂情況中找到施暴者。直到7月3日下午，警方仍未聯絡事主繼續跟進事件，而海富中心管理人員於同日下午向受害女生表示警方未有聯絡他們，也沒有索取閉路電視片段。女生的母親指事件令她對香港法治失去信心，又指警方的做法令人心寒：「香港是法治之區，想不到有警察在旁的情況下，這麼小的小孩也會被幾十人圍著動武，施暴者被警察捉到後，警察還叫施暴者快點走。」
立法會議員鄺俊宇在社交網站表示：「該名15歲女孩當時大概被9至10位市民包圍，有人就採取暴力欺負她。女孩送院後證實鼻骨歪了，而她只是身穿黑衣經過而已。」亦同樣呼籲目擊者提供影片或照片。

### 辱罵和攻擊傳媒
在6月30日支持警察的「撐警大會」期間，有支持警察的集會人士向傳媒記者作出暴力及不文明行為，多名前線攝影記者受到集會人士辱罵、遮擋鏡頭、潑水、吐口水、扔泥土和恐嚇等方式滋擾，當中有集會人士對在現場拍攝的外國傳媒舉中指，大喊粗言如「鬼佬」、「垃圾」等字眼。
香港電台記者訪問參與者期間，采访过程不斷被滋擾，記者遭到粗口辱罵。在集會場地附近，有警方支持者路過俗稱「連儂牆」的一幅政府總部外牆時清除牆上的反對修例便利貼時與在場人士爭執。記者在進行採訪工作時，被身穿藍色及白色衣服的人士指罵，那些人士又指示其他人不要接受訪問。亦有記者在拍攝期間被一名身穿白衣的男子捉住右手，該名男子指示香港電台記者拍攝同場另一處地方，記者要求白衣男子放手但不果，記者後來要由警員及在場記者護送離開
。
《立場新聞》有記者在採訪「撐警大會」期間被集會人士出言辱罵，有集會人士向記者潑泥濘；亦有戴有記者證、穿有「press」（傳媒）字眼的反光背心的記者在立法會示威區被集會人士辱罵「人渣」、「做雞」（當性工作者），集會人士在該名記者多次表明記者身份後仍然繼續辱罵，又向在場其他記者作出挑釁行為，亦有一名集會人士向現場記者吐口水後匆忙逃去。
《香港獨立媒體》記者在「連儂牆」拍攝集會人士拆除憑弔區時，一名藍衣男子衝向記者並用力踩向記者右腳。在立法會外，一名集會人士伸手意圖搶去記者手上的相機，記者避開並大聲表明記者身份，該名人士笑著說不知道對方是記者，記者及後向該名集會人士表示身上本來已掛有記者證，該名人士沒有回應便轉身離開。
《眾新聞》攝影記者的攝錄機鏡頭被一名集會人士拍打，記者表名身份後，該名人士再用腳踢《蘋果日報》攝影記者的攝錄機以及另一名文字記者，該名人士最後由現場警察帶走。
一名《壹週刊》記者在立法會示威區採訪時，亦遇到集會人士挑釁，該人士對記者說「出嚟隻揪」（出來單對單打架），又被集會人士用雨傘作勢襲擊及用水潑向鏡頭。《有線新聞》的採訪車亦被集會人士插上中華人民共和國國旗。
在集會期間立法會外，一名支持警察的白衣中年女士看到現場正有記者進行採訪後情緒激動，多次以髒話及侮辱字句喝罵記者，更多次用手襲擊《眾新聞》攝影記者的相機和阻擋鏡頭，有記者不滿該白衣女士施襲，大聲喝斥。該女士隨即罵叫：「成班都爛鬼記者」（全部都是混帳記者）和「你哋搞到香港立立亂（你們把香港搞得乱七八糟）」。《香港01》記者在場拍攝到有參與者襲擊《大公報》記者的左邊鎖骨，隨後《香港01》記者亦同被參與者襲擊，在場警員將其制服及分隔後仍然有人衝破警方防線，兩度意圖用腳踢《香港01》記者，而記者的大腿及小腿兩處地方被踢中。在場警員其後將該女示威者帶往香港政府總部方向。《香港01》記者及《大公報》記者後來往醫院驗傷，其中《大公報》記者的鎖骨位置可見紅腫痕跡。
至2020年1月3日，東區裁判法院處理一項於活動當日一名61歲主婦（鄭麗芳）向兩名記者施襲的案件，裁判官林子勤直斥被告向兩名記者襲擊，造成相當程度傷勢，案件有其嚴重性。雖然辯方大律師求情時聲稱自己因嬲怒而動手的愚蠢行為感到後悔，承諾將來會控制個人情緒，但鄭離開法庭的時候以藐視口吻喊道侮辱記者為『假記者』，『黑記』，『黐線』。

### 黑社會組織
活躍於尖沙咀一帶的黑社會組織新義安有多名人士身穿白衣出席集會現場支持警察，他們步至添華道與龍和道交界時到附近一個公園吸煙，有支持警察的群眾上前質疑他們形跡可疑，雙方爆發口角及推撞，驚動警員上前截查身份證。儘管組織領導羅家輝趕至好言相勸，但現場仍然氣氛緊張，羅家輝後來向警員表明立場，連番高呼「我是來支持警察的」，有人出示手中的支持警察的藍傘，然而部分支持警察的群眾仍然與新義安的人物對峙，最後一名新義安人士撇下一句「走啦，還支持甚麼」後離去。

## 反應

### 傳媒組織
香港記者協會及香港攝影記者協會其後發表聯合聲明，指多名前線攝影記者受到集會人士辱罵、遮擋鏡頭、潑水、吐口水、扔泥土、拍打鏡頭甚至腳踢襲擊，協會嚴厲譴責事件，指有關行為極具惡意且針對記者，嚴重危害記者安全，損害新聞自由。《香港電台》及《立場新聞》亦有發表聲明嚴厲譴責集會相關人士的行為。
有被支持警察人士襲擊的記者表示，自己在6月12日警民對峙期間，有身材不算是魁梧的示威者堅持向身上沒有防護裝備的記者提供頭盔，對此該名記者表示，記者們站在群眾之中進行採訪工作，令人感覺危險的並非支持警察人士口中的「暴徒」，而是「支持警察合法執法」的市民。

### 娛樂圈
譚詠麟上台致詞表示，身為一個藝人，見證香港一路的轉變，雖然談論政治很危險，但看到警察如此被對待，希望大家可以家和萬事興，“再這樣下去香港會沒救”。譚詠麟上台時的一番言論，引发一些歌迷強烈不滿，而且引來同為歌手的黃耀明和何韻詩的反擊。支持“反送中”的香港網民紛紛表示失望，亦有人指未來不會看他拍的戲，有人摧毀其黑膠唱片珍藏。何韻詩指自己一直對同行和前輩忍讓，不希望點名批評任何業界人士。她稱自己能諒解不能公開支持的人，但就是不能容忍「走上台聲援再向弱者踩多幾腳」的行徑。怒氣未消的網友在Change.org發動聯署，要求禠奪譚詠麟曾憑藉反共電影《假如我是真的》所贏得的第18屆金馬獎最佳獎男主角獎項。而在翌日的七一遊行，有人帶同譚詠麟的專輯到維園，並在場破壞及剪成碎片，以示不滿。

## 外部連結
- 《香港電台》女記者在拍攝期間被一名白衣男子捉住右手不放（页面存档备份，存于）